# Deutsche Cadre-47/1-Meisterschaft 1988/89

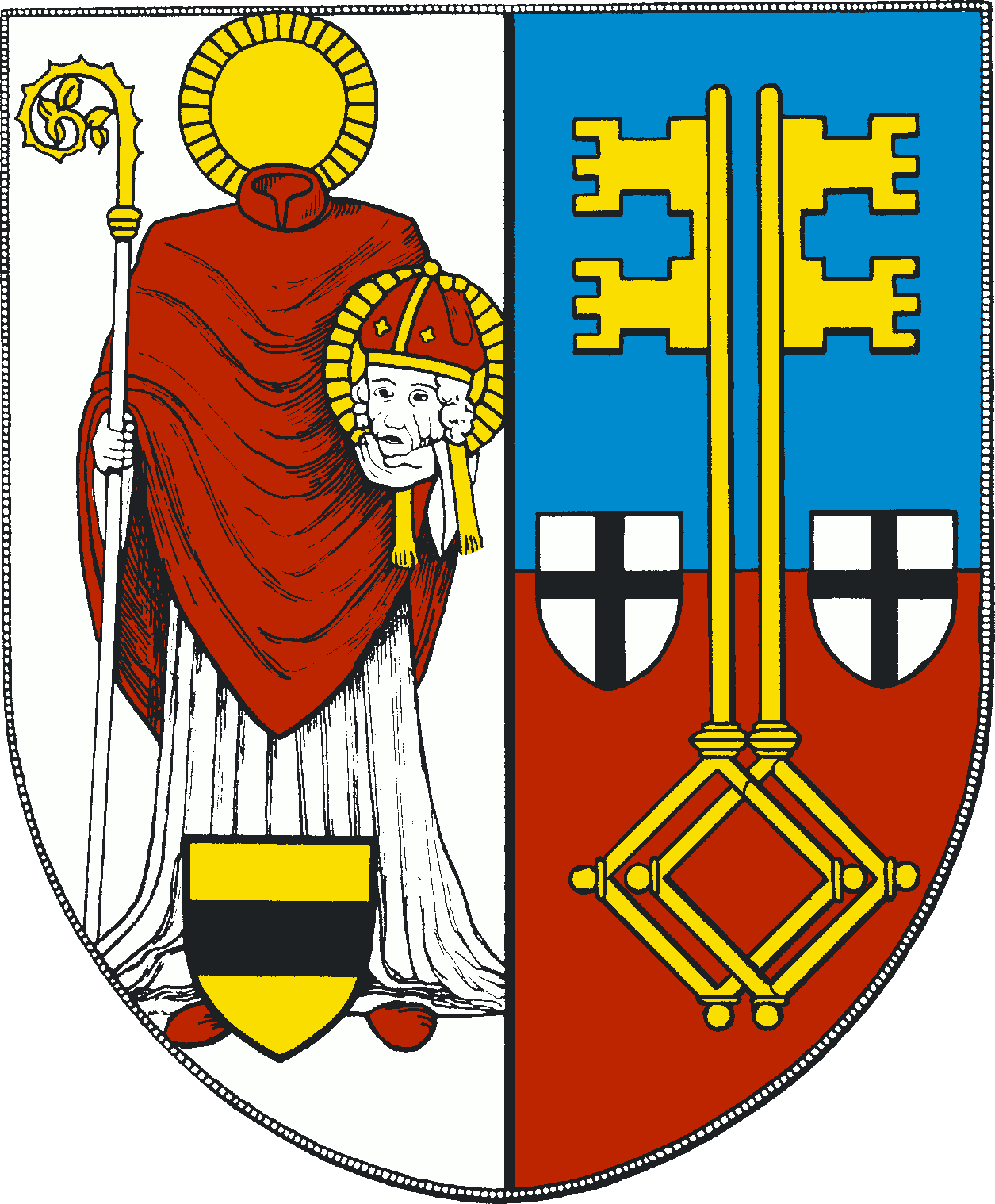
Veranstaltungsort: Krefeld

Die Deutsche Cadre-47/1-Meisterschaft 1988/89 ist eine Billard-Turnierserie und fand vom 28. bis 29. Oktober 1989 in Krefeld zum 22. Mal statt.

## Geschichte
Trotz relativ schwachem Start verteidigte Fabian Blondeel in Krefeld seinen Titel. Nach einem 150:127-Sieg in sechs Aufnahmen gegen Torsten Anders und einer 113:150-Niederlage in fünf Aufnahmen gegen Wolfgang Zenkner war er in der dritten Partie bereits unter Druck. Durch einen knappen Sieg mit 150:145 in acht Aufnahmen gegen Dieter Wirtz, wobei er bereits mit 86:142 zurücklag, beendete er das Match mit einer Serie von 64 Punkten. Da Wirtz im Nachstoß nur drei Punkte erzielte, kam Blondeel als Gruppenzweiter weiter. In der K.-o.-Phase ließ er sich aber nicht mehr bezwingen und wurde zum zweiten Mal Meister im Cadre 47/1. Die große Überraschung des Turniers war der Velberter Volker Simanowski. In einem nervenaufreibenden Match bezwang er im Halbfinale den favorisierten Zenkner mit 250:249 in elf Aufnahmen. Der vor Turnierbeginn sehr hoch gehandelte Thomas Wildförster wurde am Ende Dritter.

## Modus
Aus der Qualifikation kamen die drei Gruppensieger und die zwei Durchschnittsbesten in die Endrunde. Die ersten drei des Vorjahres waren bereits qualifiziert.
Gespielt wurde in der Gruppenphase bis 150 Punkte oder 10 Aufnahmen. In der K.-o.-Phase wurde bis 250 Punkte gespielt.
Die Endplatzierung ergab sich aus folgenden Kriterien:
1. Matchpunkte
2. Generaldurchschnitt (GD)
3. Bester Einzeldurchschnitt (BED)
4. Höchstserie (HS)

## Teilnehmer nach der Qualifikation
1. Fabian Blondeel (DBC Bochum 1926) (Titelverteidiger)
2. Thomas Wildförster (BSV Velbert) (Vorjahreszweiter)
3. Günter Siebert (1. BSC Marl 1958/74) (Vorjahresdritter)
4. Dieter Wirtz (BSV Duisburg-Hochfeld 74)
5. Wolfgang Zenkner (BSV München)
6. Stefan Galla (BC Feldmark 34 Gelsenkirchen)
7. Torsten Anders (BSV Velbert)
8. Volker Simanowswki (BSV Velbert)

## Turnierverlauf
| # | Name                               | MP  | GD    | BED   | HS  |
| - | ---------------------------------- | --- | ----- | ----- | --- |
| 1 | Wolfgang Zenkner (BSV München)     | 8:0 | 18,18 | 31,25 | 106 |
| 2 | Orhan Erogul (BC Frankfurt 1912)   | 6:2 | 10,84 | 13,15 | 70  |
| 3 | Klaus Müller (BC 1921 Elversberg)  | 4:4 | 18,43 | 31,25 | 109 |
| 4 | Peter Steinberger (BC Kempten)     | 2:6 | 11,75 | 15,62 | 73  |
| 5 | Andreas Fuchs (BC Regensburg 1926) | 0:8 | 9,85  | –     | 86  |

| MP    | Match Punkte (Sieger = 2; Unentschieden = 1; Verlierer = 0) |
| SV    | Satzverhältnis (nur bei Turnieren im Satzsystem)            |
| Pkte. | Erzielte Karambolagen                                       |
| Aufn. | benötigte Aufnahmen                                         |
| GD    | Generaldurchschnitt                                         |
| MGD   | Mannschafts-Generaldurchschnitt                             |
| BED   | Bester Einzeldurchschnitt eines Spielers                    |
| BEMD  | Bester Einzeldurchschnitt einer Mannschaft                  |
| BSD   | Bester Satzdurchschnitt eines Spielers                      |
| HS    | Höchstserie                                                 |
| WRP   | Weltranglistenpunkte                                        |

| # | Name                                        | MP  | GD    | BED   | HS  |
| - | ------------------------------------------- | --- | ----- | ----- | --- |
| 1 | Dieter Wirtz (BSV Duisburg-Hochfeld 74)     | 6:2 | 23,36 | 66,66 | 159 |
| 2 | Dieter Großjung (BF Horster-Eck Essen 1959) | 6:2 | 14,28 | 20,83 | 134 |
| 3 | Torsten Anders (BSV Velbert)                | 4:4 | 18,95 | 25,00 | 89  |
| 4 | Volker Simanowswki (BSV Velbert)            | 4:4 | 15,96 | 25,00 | 133 |
| 4 | Dirk Rosteck (BF Horster-Eck Essen 1959)    | 0:8 | 10,38 | –     | 52  |

| MP    | Match Punkte (Sieger = 2; Unentschieden = 1; Verlierer = 0) |
| SV    | Satzverhältnis (nur bei Turnieren im Satzsystem)            |
| Pkte. | Erzielte Karambolagen                                       |
| Aufn. | benötigte Aufnahmen                                         |
| GD    | Generaldurchschnitt                                         |
| MGD   | Mannschafts-Generaldurchschnitt                             |
| BED   | Bester Einzeldurchschnitt eines Spielers                    |
| BEMD  | Bester Einzeldurchschnitt einer Mannschaft                  |
| BSD   | Bester Satzdurchschnitt eines Spielers                      |
| HS    | Höchstserie                                                 |
| WRP   | Weltranglistenpunkte                                        |

| # | Name                                          | MP  | GD    | BED   | HS  |
| - | --------------------------------------------- | --- | ----- | ----- | --- |
| 1 | Stefan Galla (BC Feldmark 34 Gelsenkirchen)   | 6:0 | 15,62 | 22,72 | 113 |
| 2 | Wolfgang Fischer (BC Stadtlohn)               | 4:2 | 12,89 | 19,23 | 59  |
| 3 | Wolfgang Matz (BC Feldmark 34 Gelsenkirchen)  | 2:4 | 13,88 | 11,90 | 92  |
| 4 | Manfred Löbler (BC Feldmark 34 Gelsenkirchen) | 0:6 | 6,12  | –     | 31  |

| MP    | Match Punkte (Sieger = 2; Unentschieden = 1; Verlierer = 0) |
| SV    | Satzverhältnis (nur bei Turnieren im Satzsystem)            |
| Pkte. | Erzielte Karambolagen                                       |
| Aufn. | benötigte Aufnahmen                                         |
| GD    | Generaldurchschnitt                                         |
| MGD   | Mannschafts-Generaldurchschnitt                             |
| BED   | Bester Einzeldurchschnitt eines Spielers                    |
| BEMD  | Bester Einzeldurchschnitt einer Mannschaft                  |
| BSD   | Bester Satzdurchschnitt eines Spielers                      |
| HS    | Höchstserie                                                 |
| WRP   | Weltranglistenpunkte                                        |

## Endrunde

### Gruppenphase
| MP    | Match Points (Sieger = 2; Unentschieden = 1; Verlierer = 0) |
| Pkte. | Erzielte Karambolagen                                       |
| Aufn. | Benötigte Versuche                                          |
| GD    | Generaldurchschnitt                                         |
| BED   | Bester Einzeldurchschnitt eines Spielers                    |
| HS    | Höchstserie                                                 |
|       | Bester GD des Turniers                                      |
|       | Bester ED des Turniers                                      |
|       | Beste HS des Turniers                                       |
|       | 1. Platz (Gold)                                             |
|       | 2. Platz (Silber)                                           |
|       | 3. Platz (Bronze)                                           |

| Platz                      | Name             | MP  | Pkte. | Aufn. | GD    | BED   | HS  |
| -------------------------- | ---------------- | --- | ----- | ----- | ----- | ----- | --- |
| 1                          | Wolfgang Zenkner | 6:0 | 394   | 25    | 15,76 | 30,00 | 101 |
| 2                          | Fabian Blondeel  | 4:2 | 413   | 19    | 21,73 | 25,00 | 88  |
| 3                          | Torsten Anders   | 2:4 | 264   | 26    | 10,15 | 8,20  | 84  |
| 4                          | Dieter Wirtz     | 0:6 | 250   | 24    | 10,41 | –     | 72  |
| Gruppendurchschnitt: 14,05 |                  |     |       |       |       |       |     |

| Platz                      | Name               | MP  | Pkte. | Aufn. | GD    | BED   | HS  |
| -------------------------- | ------------------ | --- | ----- | ----- | ----- | ----- | --- |
| 1                          | Thomas Wildförster | 6:0 | 450   | 18    | 25,00 | 50,00 | 130 |
| 2                          | Volker Simanowski  | 4:2 | 307   | 24    | 12,79 | 16,66 | 67  |
| 3                          | Stefan Galla       | 2:4 | 394   | 28    | 14,07 | 16,66 | 59  |
| 4                          | Günter Siebert     | 0:6 | 220   | 22    | 10,00 | –     | 44  |
| Gruppendurchschnitt: 14,90 |                    |     |       |       |       |       |     |

### Finalrunde
| Halbfinale         |     |     |    |       |       |     |
| Wolfgang Zenkner   | 0:2 | 249 | 11 | 22,63 | –     | 56  |
| Volker Simanowski  | 2:0 | 250 | 11 | 22,72 | 22,72 | 73  |
| Thomas Wildförster | 0:2 | 91  | 9  | 10,11 | –     | 62  |
| Fabian Blondeel    | 2:0 | 250 | 9  | 27,77 | 27,77 | 170 |
| Spiel um Platz 3   |     |     |    |       |       |     |
| Wolfgang Zenkner   | 0:2 | 190 | 8  | 23,75 | –     | 82  |
| Thomas Wildförster | 2:0 | 250 | 8  | 31,25 | 31,25 | 176 |
| Finale             |     |     |    |       |       |     |
| Volker Simanowski  | 0:2 | 144 | 9  | 16,00 | –     | 50  |
| Fabian Blondeel    | 2:0 | 250 | 9  | 27,27 | 27,77 | 102 |

### Abschlusstabelle
| Klassement                 | Klassement         | Klassement | Klassement | Klassement | Klassement | Klassement | Klassement | Klassement |
| Platz                      | Name               | MP         | Pkte.      | Aufn.      | GD         | BED        | HS         |            |
| -------------------------- | ------------------ | ---------- | ---------- | ---------- | ---------- | ---------- | ---------- | ---------- |
| 1                          | Fabian Blondeel    | 8:2        | 913        | 37         | 24,67      | 27,77      | 170        |            |
| 2                          | Volker Simanowski  | 6:4        | 701        | 44         | 15,93      | 22,72      | 73         |            |
| 3                          | Thomas Wildförster | 8:2        | 791        | 35         | 22,60      | 50,00      | 176        |            |
| 4                          | Wolfgang Zenkner   | 6:4        | 833        | 44         | 18,93      | 30,00      | 101        |            |
| 5                          | Stefan Galla       | 2:4        | 394        | 28         | 14,07      | 16,66      | 59         |            |
| 6                          | Torsten Anders     | 2:4        | 264        | 26         | 10,15      | 8,20       | 84         |            |
| 7                          | Dieter Wirtz       | 0:6        | 250        | 24         | 10,41      | –          | 72         |            |
| 8                          | Günter Siebert     | 0:6        | 220        | 22         | 10,00      | –          | 44         |            |
| Turnierdurchschnitt: 16,69 |                    |            |            |            |            |            |            |            |